# Список загиблих у боях за Іловайськ
У статті наведено поіменний перелік втрат українських сил у боях за Іловайськ 6—31 серпня 2014 року.

## Загальні звіти
20 серпня 2015 року на сайті Генеральної прокуратури опубліковані списки українських військовослужбовців і міліціонерів, які загинули в боях під Іловайськом у Донецькій області. Наведено дані про 366 бійців (209 прізвищ і 157 невпізнаних тіл). Ще 158 вважаються зниклими безвісти.

## Пошуки, поховання і впізнання
13—14 вересня пошукова група організації «Союз „Народна пам'ять“» виявила під Іловайськом 26 тіл загиблих українських військових: «За останній час співробітники організації знайшли останки 39 тіл військовослужбовців України: 18 в районі Савур-Могили, 21 — в районі Іловайська, де робота триває. Останні вісім останків воїнів були виявлені в Іловайську прямо на полі, поряд з розбитою бронетехнікою».
19 вересня пошуковці громадської організації «Союз „Народна пам'ять“» під Іловайськом виявили останки 6 українських військовослужбовців (5 із них — за оцінкою — десантники) та однієї цивільної особи.
18 жовтня 21 невідомого солдата поховали у Дніпропетровську. Протягом тижня це друге масове поховання бійців, імена яких не вдалося встановити. 312 тіл привезли на поховання ще у серпні, усі вони загинули під Іловайськом; імена 187 військовиків вдалося встановити. Інших поховають як невідомих на Краснопільському кладовищі.
27 грудня п'ятьох загиблих вояків, що тривалий час були у списках зниклих безвісти під Іловайськом, привезли із Запоріжжя до Луцька. Поховають хлопців на малій батьківщині:
- Ляшук Максим — у селі Острожець Млинівського району (Рівненщина)
- Помінкевич Сергій — у селі Забороль Луцького району;
- Сацюк Олександр — у селі Куснища Любомльського району;
- Сивий Олександр — у селі Боратин Луцького району;
- Шолуха Віктор — у селищі Локачі.

3 квітня 2015 року в Івано-Франківську відбулася панахида за трьома бійцями батальйону «Івано-Франківськ», прощалися їхні рідні, побратими, особовий склад прикарпатської міліції, влада і громадськість. Більш як пів року вони вважалися зниклими безвісти, насправді були поховані в Дніпропетровську як невпізнані, їх ідентифіковано за ДНК-експертизою.
2 жовтня 2015 року на Кушугумському кладовищі поховали останні 6 тіл невпізнаних військовиків, що загинули під Іловайськом.

## Список загиблих
| Прізвище, ім'я, по батькові              | Звання                                       | Формування            | Дата смерті     | Обставини смерті |
| ---------------------------------------- | -------------------------------------------- | --------------------- | --------------- | --- |
| Абашин Герман Едуардович                 | солдат                                       | 93 ОМБр               | 29 серпня 2014  | Загинув від поранення в голову в автомобілі ЗІЛ-131 № 6544 Н9, який загорівся від вибуху, на південному виїзді з села Новокатеринівка, що під Старобешевим. |
| Аксененко Олег Олександрович             | солдат                                       | «Азов»                | 21 серпня 2014  | |
| Алексанич Олег Іванович                  | сержант                                      | 17 ОТБр               | 29 серпня 2014  | |
| Алексеєнко Вадим Миколайович             | солдат                                       | «Кривбас»             | 20 вересня 2014 | Зазнав важких поранень при виході з оточення 29 серпня 2014-го. Помер у дніпропетровській лікарні ім. Мечникова від ран. |
| Андріюк Євген Олександрович              | солдат                                       | 8 ОП СпП              | 29 серпня 2014  | |
| Антонов Вадим Віталійович «Самальот»     |                                              | «Донбас»              | 10 серпня 2014  | |
| Ар'янов Сергій Сергійович                | солдат                                       | не уточнено           | 29 серпня 2014  | |
| Атаманчук Роман Віталійович «Добрий»     |                                              | ДУК                   | 21 серпня 2014  | |
| Бадіченко Станіслав Сергійович           | солдат                                       | 17 ОТБр               | 29 серпня 2014  | |
| Бакка Олексій Вікторович                 | солдат                                       | «Донбас»              | 29 серпня 2014  | |
| Балагланов Павло Юрійович                | капітан, начальник зв'язку — командир взводу | 93 ОМБр               | 29 серпня 2014  | Загинув під час виходу «зеленим коридором». |
| Баланчук Олексій Олександрович           | солдат                                       | 93 ОМБр               | 29 серпня 2014  | |
| Банас Юрій Олександрович                 | старший сержант                              | 93 ОМБр               | 29 серпня 2014  | Загинув при виході з Іловайська в «зеленому коридорі» на перехресті доріг з села Побєда до Новокатеринівки поруч зі ставком. Їхав в одній машині ГАЗ-66 з Денисом Марченком, загинули разом. |
| Баранов Роман Олександрович              | солдат                                       | 93 ОМБр               | 29 серпня 2014  | |
| Батраченко Руслан Володимирович          | сержант                                      | 92 ОМБр               | 28 серпня 2014  | |
| Безручак Андрій Іванович                 | капітан                                      | 28 ОМБр               | 25 серпня 2014  | |
| Безщотний Юрій Володимирович             | солдат                                       | 92 ОМБр               | 28 серпня 2014  | |
| Бережний Юрій Олександрович              | сержант                                      | 91 ІП                 | 29 серпня 2014  | |
| Береза Роман Віталійович                 | старший солдат                               | «Кривбас»             | 10 серпня 2014  | |
| Березовий Микола Вікторович              | командир роти «Автоботів»                    | «Азов»                | 10 серпня 2014  | Загинув при спробі звільнити Іловайськ, кинувшись рятувати пораненого гранатометника Андрія Дрьоміна, дістав поранення в ногу. Поки бійці вийшли з-під обстрілу з пораненими, і поки приїхала медична допомога — Микола Березовий помер. |
| Беца Ігор Миколайович                    | старший лейтенант                            | 51 ОМБр               | 25 серпня 2014  | |
| Білець Петро Васильович                  | сержант                                      | 51 ОМБр               | 29 серпня 2014  | |
| Білий Василь Іванович                    | солдат резерву                               | «Донбас»              | 29 серпня 2014  | |
| Білінський Зорян Михайлович              | молодший сержант                             | «Івано-Франківськ»    | 29 серпня 2014  | |
| Бірюков Роман Ростиславович              | солдат, старший радіотелефоніст              | 51 ОМБр               | 29 серпня 2014  | Загинув внаслідок підриву на міні в районі села Андріївка Старобешівського району. |
| Бойко Юрій Миколайович «Немо»            | полковник                                    | «Донбас»              | 10 серпня 2014  | |
| Бондарчук Олег Вікторович                | солдат                                       | «Кривбас»             | 29 серпня 2014  | |
| Борищак Олексій Андрійович               | майор                                        | 93 ОМБр               | 29 серпня 2014  | |
| Бризгайло Сергій Володимирович           | солдат                                       | 92 ОМБр               | 28 серпня 2014  | |
| Брик Дмитро Юрійович                     | молодший сержант                             | 51 ОМБр               | 25 серпня 2014  | Кутейникове |
| Брус Тарас Романович                     | солдат                                       | «Дніпро-1»            | 29 серпня 2014  | |
| Бугайчук Сергій Анатолійович             | солдат                                       | 51 ОМБр               | 25 серпня 2014  | Кутейникове |
| Василюк Олександр Анатолійович           | молодший сержант                             | 51 ОМБр               | 29 серпня 2014  | |
| Васін Михайло Валентинович               | солдат                                       | 55 ОАБр               | 29 серпня 2014  | |
| Ващишин Олег Анатолійович                | старший солдат                               | 51 ОМБр               | 29 серпня 2014  | |
| Вовченко Олег Павлович                   | солдат                                       | «Херсон»              | 29 серпня 2014  | |
| Войчук Олександр Анатолійович            | солдат                                       | 51 ОМБр               | 29 серпня 2014  | |
| Волков Микола Васильович                 | солдат                                       | 51 ОМБр               | 29 серпня 2014  | Загинув внаслідок підриву на міні в районі села Андріївка Старобешівського району. |
| Волкотруб Віталій Юрійович               | молодший сержант                             | 3 ОП СпП              | 29 серпня 2014  | |
| Воронов Сергій Євгенович                 | прапорщик                                    | «Дніпро-1»            | 29 серпня 2014  | |
| Габчак Іван Миколайович                  | лейтенант                                    | 55 ОАБр               | 29 серпня 2014  | |
| Гажур Олександр Анатолійович             | молодший сержант                             | «Кривбас»             | 29 серпня 2014  | Загинув при виході неподалік Новокатеринівки. |
| Ганя Іван Іванович                       | молодший сержант                             | «Донбас»              | 29 серпня 2014  | |
| Гарасимчук Ігор Степанович               | молодший сержант                             | «Івано-Франківськ»    | 29 серпня 2014  | |
| Гладков Андрій Валерійович               | майор                                        | ОК «Південь»          | 29 серпня 2014  | |
| Голіцин Дмитро Сергійович                |                                              | «Азов»                | 29 серпня 2014  | |
| Головчак Сергій Володимирович            | старший солдат                               | 51 ОМБр               | 27 серпня 2014  | |
| Гончаренко Василь Володимирович          | старший сержант                              | «Донбас»              | 31 серпня 2014  | |
| Горай Олексій Зигмундович                | лейтенант                                    | «Миротворець»         | 29 серпня 2014  | |
| Горобинський Олександр Сергійович        | солдат                                       | 93 ОМБр               | 29 серпня 2014  | |
| Горячевський Олександр Олександрович     | солдат                                       | Батальйон «Шахтарськ» | 19 серпня 2014  | |
| Грачов Олексій Георгійович               | полковник                                    | ОК «Південь»          | 29 серпня 2014  | |
| Гребінський Олег Вільямович              | старший сержант                              | «Херсон»              | 29 серпня 2014  | |
| Громовий Денис Володимирович             | солдат                                       | 51 ОМБр               | 31 серпня 2014  | |
| Гребінський Олег Вільямович              | солдат                                       | «Херсон»              | 29 серпня 2014  | |
| Губа Яків Миколайович                    | майор                                        | ОК «Південь»          | 29 серпня 2014  | БТР зв'язку «Кушетка-Б» К1Ш1 (бортовий номер 004) їхав перед «УАЗом» полковника Кифоренка. Біля хутора Горбатенко, неподалік Старобешевого, БТР підбили зі «Шмеля» російські десантники з відстані 30 метрів. Весь екіпаж згорів заживо. |
| Гуменюк Микола Олександрович             | солдат                                       | 51 ОМБр               | 29 серпня 2014  | |
| Данилевич Роман Миколайович              | солдат                                       | 51 ОМБр               | 25 серпня 2014  | Загинув під Кутейниковим |
| Данів Михайло Богданович                 | солдат                                       | «Донбас»              | 29 серпня 2014  | |
| Дем'яник Сергій Валерійович              | молодший сержант                             | 51 ОМБр               | 29 серпня 2014  | |
| Денщиков Андрій Анатолійович             |                                              | 93 ОМБр               | 29 серпня 2014  | Загинув від кулі снайпера при виході по «зеленому коридору» |
| Деребченко Андрій Васильович             | солдат                                       | 92 ОМБр               | 28 серпня 2014  | |
| Деркач Олександр Петрович                | солдат                                       | 51 ОМБр               | 29 серпня 2014  | Загинув внаслідок підриву на міні в районі села Андріївка Старобешівського району. |
| Джадан Іван Миколайович                  | солдат                                       | «Донбас»              | 29 серпня 2014  | |
| Джевага Сергій Олександрович             | солдат                                       | «Донбас»              | 29 серпня 2014  | |
| Дзингель Денис Андрійович                | молодший сержант                             | 51 ОМБр               | 21 жовтня 2014  | Помер у госпіталі у комі |
| Діллер Роман Олександрович               | солдат                                       | 93 ОМБр               | 29 серпня 2014  | |
| Дмитренко Віктор Іванович                | старший лейтенант                            | «Донбас»              | 29 серпня 2014  | |
| Долгов Ігор Олександрович                | старший лейтенант                            | «Кривбас»             | 29 серпня 2014  | Загинув під час виходу з-під Іловайська т. зв. Зеленим коридором у полі неподалік від с. Чумаки в урочищі Червона Поляна. |
| Древаль Олексій Вікторович               | солдат                                       | 93 ОМБр               | 29 серпня 2014  | |
| Дремлюх В'ячеслав Анатолійович           | солдат                                       | 7 ОПАА                | 29 серпня 2014  | |
| Дрьомін Андрій Сергійович «Світляк»      | гранатометник, чота «Автоботів»              | «Азов»                | 10 серпня 2014  | Загинув від кулі снайпера, при невдалому штурмі Іловайська; |
| Дятлов Сергій Володимирович              | солдат                                       | «Донбас»              | 29 серпня 2014  | |
| Дубовик Руслан Вікторович                | солдат                                       | 93 ОМБр               | 24 серпня 2014  | |
| Дудка Юрій Андрійович                    | солдат                                       | 93 ОМБр               | 29 серпня 2014  | |
| Д'ячков Юрій Анатолійович                | солдат                                       | 55 ОАБр               | 25 серпня 2014  | Приблизно о 6:55 25 серпня 2014 р. вогневу позицію 2-ї батареї було накрито шквальним обстрілом з мінометів сепаратистів та артилерії російської армії. Внаслідок цього обстрілу Юрія було смертельно поранено. |
| Дятлов Сергій Володимирович              | солдат                                       | «Донбас»              | 29 серпня 2014  | |
| Ємельяненко Ігор Володимирович           | старший солдат, гранатометник                | 93 ОМБр               | 21 серпня 2014  | |
| Єсипок Андрій Анатолійович               | молодший сержант                             | «Миротворець»         | 29 серпня 2014  | |
| Єщенко Віктор Васильович                 | полковник                                    | «Миротворець»         | 29 серпня 2014  | |
| Жабінець Олександр Михайлович            | старший сержант                              | «Дніпро-2»            | 24 серпня 2014  | |
| Жайворонок Богдан Сергійович             | солдат                                       | «Дніпро-1»            | 29 серпня 2014  | |
| Жеков Максим Петрович                    | молодший лейтенант                           | «Херсон»              | 26 серпня 2014  | |
| Журавленко Андрій Анатолійович «Восьмий» | старший солдат                               | «Донбас»              | 29 серпня 2014  | |
| Заграничний Валентин Анатолійович        | капітан 3 рангу                              | 73 МЦСО               | 28 серпня 2014  | Загинув при виконанні бойового завдання як командир розвідувальної групи під Многопіллям. |
| Засєкін Вадим Олександрович              | солдат                                       | 51 ОМБр               | 29 серпня 2014  | Загинув при виході «зеленим коридором»: біля села Новокатеринівка у БМП потрапив снаряд. |
| Затилюк Олексій Олександрович            | солдат                                       | «Донбас»              | 29 серпня 2014  | |
| Зелінський Василь Аркадійович            | солдат                                       | 51 ОМБр               | 29 серпня 2014  | |
| Зелінський Гавриіл Вікторович            | старший лейтенант                            | 93 ОМБр               | 29 серпня 2014  | |
| Зранко Дмитро Олексійович                | старший солдат                               | 93 ОМБр               | 29 серпня 2014  | |
| Івкун Василь Дмитрович                   | солдат                                       | 7 ОПАА                | 29 серпня 2014  | |
| Ілляшенко Віктор Володимирович           | солдат                                       | 93 ОМБр               | 29 серпня 2014  | |
| Ільгільдінов Дмитро Фарідович            | солдат                                       | 42 БТрО               | 28 серпня 2014  | |
| Ільяшенко Роман Ігорович «Опасний»       | лейтенант                                    | 51 ОМБр               | 30 серпня 2014  | |
| Іонов В'ячеслав Анатолійович             | молодший сержант                             | 51 ОМБр               | 30 серпня 2014  | |
| Іщук Володимир Степанович                | рядовий                                      | «Світязь»             | 26 серпня 2014  | |
| Кабалюк Дмитро Васильович                | солдат                                       | «Донбас»              | 29 серпня 2014  | |
| Калакун Віталій Анатолійович             | солдат                                       | 17 ОТБр               | 29 серпня 2014  | |
| Каліберда Артем Миколайович              | солдат                                       | 93 ОМБр               | 29 серпня 2014  | |
| Калінін Сергій Володимирович             | солдат                                       | 93 ОМБр               | 29 серпня 2014  | |
| Камаганцев Анатолій Валерійович          | молодший сержант                             | 42 БТрО               | 3 вересня 2014  | |
| Карабінович Андрій Михайлович            | молодший сержант                             | «Івано-Франківськ»    | 29 серпня 2014  | |
| Карбан Дмитро Сергійович                 | солдат                                       | «Донбас»              | 29 серпня 2014  | |
| Карасик Олександр Іванович               | молодший сержант                             | 92 ОМБр               | 28 серпня 2014  | |
| Карнаух Віктор Вікторович                | прапорщик                                    | 3 ОП СпП              | 29 серпня 2014  | |
| Карпенко Олександр Григорович            | молодший сержант                             | 92 ОМБр               | 28 серпня 2014  | |
| Катанов Віктор Володимирович             | солдат                                       | 55 ОАБр               | 25 серпня 2014  | |
| Катрич В'ячеслав Степанович              | сержант                                      | «Миротворець»         | 29 серпня 2014  | |
| Кириєнко Юрій Володимирович              | сержант                                      | 42 БТрО               | 28 серпня 2014  | |
| Кирилов Антон Сергійович                 | солдат                                       | 93 ОМБр               | 29 серпня 2014  | |
| Кифоренко Борис Борисович                | полковник                                    | 121 ОБрЗ              | 29 серпня 2014  | В районі Новокатеринівки в «УАЗ», в якому їхав Борис, влучив снаряд. |
| Кіктенко Гордій Олексійович «Банг»       | солдат                                       | «Донбас»              | 29 серпня 2014  | |
| Кіпішинов Геннадій Юрійович              | солдат                                       | «Донбас»              | 20 серпня 2014  | |
| Клевчук Іван В'ячеславович               | старший солдат                               | 93 ОМБр               | 29 серпня 2014  | |
| Клименко Євген Олександрович             | молодший сержант                             | 93 ОМБр               | 22 серпня 2014  | |
| Ковальов Владислав Вікторович            | солдат                                       | «Херсон»              | 29 серпня 2014  | |
| Ковєшніков Сергій Іванович               | прапорщик                                    | «Донбас»              | 29 серпня 2014  | |
| Коломієць Віталій Валентинович           | солдат                                       | «Донбас»              | 29 серпня 2014  | |
| Комаров Ігор Олексійович                 | старший сержант                              | 93 ОМБр               | 29 серпня 2014  | |
| Комісар Володимир Юрійович               | солдат                                       | «Дніпро-1»            | 29 серпня 2014  | |
| Конопацький Сергій Васильович            | солдат                                       | «Кривбас»             | 29 серпня 2014  | |
| Король Віталій Вікторович                | солдат                                       | 17 ОТБр               | 29 серпня 2014  | |
| Королюк Андрій Петрович                  | солдат                                       | «Кривбас»             | 29 серпня 2014  | |
| Косовчич Юрій Іванович                   | молодший сержант                             | «Івано-Франківськ»    | 29 серпня 2014  | |
| Костюк Віталій Валерійович «Улибка»      | солдат                                       | «Донбас»              | 19 серпня 2014  | |
| Костюк Володимир Миколайович             | капітан 3 рангу                              | 73 МЦСО               | 31 серпня 2014  | |
| Котовий Сергій Феліксович                | старший солдат                               | 93 ОМБр               | 21 серпня 2014  | |
| Коцюк Руслан Володимирович               | старший лейтенант                            | 51 ОМБр               | 29 серпня 2014  | |
| Кравцов Роман Анатолійович               | старший солдат, телефоніст                   | 93 ОМБр               | 29 серпня 2014  | |
| Крепець Леонід Петрович                  | солдат                                       | 51 ОМБр               | 25 серпня 2014  | |
| Кривенко Максим Ігорович                 | сержант                                      | 3 ОП СпП              | 29 серпня 2014  | |
| Куденьчук Іван Миколайович               | сержант, командир відділення                 | 502 ОБ РЕБ            | 29 серпня 2014  | Загинув під час виходу з оточення в районі Новокатеринівки. |
| Кузяков Артем Володимирович «Арт»        | солдат                                       | «Донбас»              | 20 серпня 2014  | |
| Кузьма Микола Володимирович              | солдат                                       | 93 ОМБр               | 29 серпня 2014  | |
| Кузьмін Дмитро Вікторович                | солдат                                       | 17 ОТБр               | 29 серпня 2014  | Загинув під час виходу у північній колоні, на північ від Новокатеринівки. Його БМП згоріла. |
| Куліченко Володимир Миколайович          | солдат                                       | «Кривбас»             | 29 серпня 2014  | |
| Курносенко Микола Юрійович               | старшина                                     | «Дніпро-1»            | 29 серпня 2014  | |
| Курочка Анатолій Михайлович              | старший сержант                              | Батальйон «Шахтарськ» | 19 серпня 2014  | |
| Курука Сергій Іванович                   | солдат                                       | 51 ОМБр               | 27 серпня 2014  | |
| Куценов Олександр Сергійович             | старший солдат                               | 93 ОМБр               | 29 серпня 2014  | |
| Кушіль Олександр Дмитрович               | старший сержант                              | 93 ОМБр               | 29 серпня 2014  | |
| Кушнір Ігор Миколайович                  | солдат                                       | 51 ОМБр               | 29 серпня 2014  | |
| Лавошник Юрій Миколайович                | молодший сержант                             | 93 ОМБр               | 28 серпня 2014  | |
| Лавренчук Юрій Васильович                | солдат                                       | 51 ОМБр               | 28 серпня 2014  | |
| Лепетюха Василь Васильович               | молодший сержант                             | 92 ОМБр               | 28 серпня 2014  | |
| Литвинський Юрій Олексійович «Монгол»    | підполковник резерву                         | «Донбас»              | 10 серпня 2014  | Загинув у бою за 4 кілометри від Іловайська. Міст біля захопленого блокпоста бойовиків, по якому мали пройти автоколони, виявився замінованим. Це встановив підполковник Литвинський та очолив роботи з розмінування, чим зберіг життя багатьох військових. В часі цих робіт його та двох підлеглих застрелив ворожий снайпер. |
| Лихогруд Андрій Григорович               | солдат                                       | «Кривбас»             | 29 серпня 2014  | Загинув при виході «зеленим коридором» біля села Новокатеринівка. |
| Ліщинський Станіслав Сергійович          | лейтенант                                    | 17 ОТБр               | 20 серпня 2014  | |
| Лобов Дмитро Олексійович                 | солдат                                       | 93 ОМБр               | 29 серпня 2014  | |
| Лобжин Олександр Володимирович           | молодший лейтенант                           | 51 ОМБр               | 25 серпня 2014  | |
| Логвиненко Василь Васильович             | солдат                                       | 93 ОМБр               | 29 серпня 2014  | |
| Ложешніков Володимир Іванович            | капітан міліції у відставці, солдат резерву  | «Донбас»              | 31 серпня 2014  | Брав участь в «лобовій» атаці на «Таврії» з гранатами танкових підрозділів російських частин. Важкопоранений 29 серпня в Червоносільському Амвросіївського району під час обстрілу російськими терористами. Помер 31 серпня в Кутейниковому, перебуваючи у полоні. Смерть настала не від отриманих ран — від байдужості російських військових лікарів. Ложешнікову не ввели антисептики, почалась гангрена, через дві доби він помер. |
| Лотоцький Олег Михайлович                | старший солдат                               | 93 ОМБр               | 29 серпня 2014  | |
| Лучук Роман Олександрович                | солдат                                       | 51 ОМБр               | 25 серпня 2014  | |
| Ляшук Максим Володимирович               | лейтенант                                    | «Світязь»             | 29 серпня 2014  | Загинув 29 серпня у «зеленому коридорі» поміж селами Новокатеринівка та Горбатенко. В автобус «Світязя» влучив снаряд, загинуло 6 бійців, серед них був Максим. 2 вересня 2014-го тіла 88 полеглих привезені до запорізького моргу. Як невпізнаний герой тимчасово похований на цвинтарі Запоріжжя. Упізнаний за тестами ДНК. |
| Мазур Павло Валерійович                  | солдат                                       | «Херсон»              | 29 серпня 2014  | |
| Макаренко В'ячеслав Володимирович        | солдат                                       | «Дніпро-1»            | 29 серпня 2014  | |
| Маламуж Олександр В'ячеславович          | солдат                                       | «Донбас»              | 29 серпня 2014  | |
| Малиш Віталій Васильович                 | солдат                                       | 51 ОМБр               | 29 серпня 2014  | |
| Мартьянов Дмитро Андрійович              | солдат                                       | «Донбас»              | 29 серпня 2014  | |
| Марфіч Михайло Васильович                | старший сержант                              | 51 ОМБр               | 25 серпня 2014  | |
| Марченко Денис Миколайович               | солдат                                       | 93 ОМБр               | 28 серпня 2014  | |
| Матущак Юрій Віталійович                 | рядовий міліції                              | «Дніпро-1»            | 29 серпня 2014  | |
| Милащенко Василь Олексійович             | солдат                                       | 17 ОТБр               | 29 серпня 2014  | |
| Мирошниченко Олександр Іванович          | солдат                                       | «Кривбас»             | 29 серпня 2014  | Загинув під Новокатеринівкою — вибух БМП, на якій їхав Олександр, закинув його тіло на проводи ЛЕП. За словами Дмитра Сіроштана, ця БМП вибухнула на фугасі. За словами Романа Зіненка, БМП була обстріляна з 30-мм автоматичної гармати російської БМП у засідці, від чого здетонував боєкомплект. Та ж російська БМП перед цим обстріляла МТ-ЛБ Романа, убивши Дениса Томіловича.                                                   |
| Михальчук Віктор Олексійович             | старший лейтенант                            | 51 ОМБр               | 25 серпня 2014  | |
| Міщишин Віталій Анатолійович             | старший солдат                               | «Кривбас»             | 29 серпня 2014  | |
| Момотюк Дмитро Володимирович             | солдат                                       | 51 ОМБр               | 24 серпня 2014  | |
| Мордюк Микола Олександрович              | солдат                                       | 93 ОМБр               | 29 серпня 2014  | |
| Москаленко Володимир Васильович          | солдат                                       | Батальйон «Шахтарськ» | 19 серпня 2014  | |
| Мостика Андрій В'ячеславович             | солдат                                       | 51 ОМБр               | 25 серпня 2014  | |
| Мотичак Роман Миколайович                | старший солдат                               | «Донбас»              | 10 серпня 2014  | |
| Набєгов Роман Валерійович                | молодший лейтенант                           | «Миротворець»         | 29 серпня 2014  | |
| Назаренко Дмитро Анатолійович            | солдат                                       | 93 ОМБр               | 29 серпня 2014  | |
| Назаренко Дмитро Миколайович             | сержант                                      | «Миротворець»         | 29 серпня 2014  | |
| Нечепуренко Костянтин Володимирович      | солдат                                       | «Донбас»              | 29 серпня 2014  | |
| Нещерет Сергій Анатолійович              | старшина                                     | 93 ОМБр               | 29 серпня 2014  | |
| Ніколенко Анатолій Володимирович «Карат» | солдат резерву                               | «Донбас»              | 20 серпня 2014  | |
| Ністратенко Сергій Олександрович         | солдат                                       | «Дніпро-2»            | 29 серпня 2014  | |
| Обидєнніков Ярослав Миколайович          | старший сержант                              | 93 ОМБр               | 29 серпня 2014  | |
| Ольховський Андрій Олексійович           | старший лейтенант                            | 93 ОМБр               | 29 серпня 2014  | |
| Омелянюк Андрій Васильович               | старший солдат                               | 51 ОМБр               | 21 серпня 2014  | Загинув у бою під Старобешевим. |
| Оніщук Юрій Віталійович                  | солдат                                       | 51 ОМБр               | 25 серпня 2014  | |
| Ончуров Сергій Олександрович             | лейтенант                                    | 28 ОМБр               | 21 серпня 2014  | |
| Остроушко Денис Валерійович              | солдат                                       | «Кривбас»             | 29 серпня 2014  | Загинув неподалік Новокатеринівки. |
| Павляшик Микола Анатолійович             | солдат                                       | 51 ОМБр               | 25 серпня 2014  | |
| Пазин Тарас Іванович                     | молодший сержант                             | 51 ОМБр               | 25 серпня 2014  | |
| Палига Володимир Михайлович              | солдат                                       | «Донбас»              | 29 серпня 2014  | |
| Панченко Дмитро Миколайович              | солдат, санітарний інструктор                | 3 ОП СпП              | 29 серпня 2014  | Загинув у бою з переважаючими силами супротивника поблизу села Червоносільське. |
| Паславський Марк «Франко»                |                                              | «Донбас»              | 19 серпня 2014  | |
| Пасічник Олександр Валерійович           | сержант                                      | 8 ОП СпП              | 26 серпня 2014  | |
| Пелипенко Дмитро Миколайович             | молодший сержант                             | «Дніпро-1»            | 29 серпня 2014  | |
| Петихачний Леонід Михайлович             | старший лейтенант                            | «Донбас»              | 29 серпня 2014  | |
| Петренко Павло Іванович                  | старший солдат                               | «Донбас»              | 29 серпня 2014  | |
| Петров Євген Анатолійович                | солдат                                       | 17 ОТБр               |                 | |
| Петров Сергій Олександрович «Тур»        | капітан резерву                              | «Донбас»              | 29 серпня 2014  | Під час виходу «зеленим коридором» з-під Іловайська, пожежна машина рухалася в автоколоні батальйону «Донбас» з села Многопілля до Червоносільського. На околиці Червоносільського пожежна машина наштовхнулася на позицію російського танка Т-72 зі складу 6-ї танкової бригади збройних сил РФ, танк вистрелив прямою наводкою. «Тур» був у кабіні.                                                                                 |
| Пешков Олег Анатолійович                 | рядовий                                      | «Херсон»              | 25 серпня 2014  | |
| Письмений Ілля Леонідович                | солдат                                       | 42 БТрО               | 28 серпня 2014  | |
| Погорілий Віктор Сергійович              | майор                                        | 93 ОМБр               | 29 серпня 2014  | |
| Польський Дмитро Олександрович           | молодший сержант                             | 93 ОМБр               | 29 серпня 2014  | |
| Помінкевич Сергій Петрович               | солдат                                       | «Світязь»             | 29 серпня 2014  | |
| Попель Андрій В'ячеславович              | солдат                                       | 93 ОМБр               | 29 серпня 2014  | |
| Посполітак Андрій Васильович             | старший солдат                               | 51 ОМБр               | 29 серпня 2014  | |
| Потапчук Станіслав Володимирович         | солдат                                       | 51 ОМБр               | 25 серпня 2014  | |
| Пошедін Максим Віталійович               | рядовий                                      | «Дніпро-1»            | 29 серпня 2014  | |
| Приходько Володимир Володимирович        | солдат                                       | 51 ОМБр               | 21 серпня 2014  | |
| Прокоп'єв Євген Вікторович               | солдат                                       | «Кривбас»             | 29 серпня 2014  | |
| Прокуратов Максим Борисович              | рядовий                                      | «Донбас»              | 26 серпня 2014  | |
| Прохоров Микола Олександрович            | солдат                                       | 93 ОМБр               | 29 серпня 2014  | |
| Пугач Ігор Володимирович                 | солдат                                       | 51 ОМБр               | 25 серпня 2014  | |
| Пугачов Павло Анатолійович               | солдат                                       | «Донбас»              | 1 вересня 2014  | |
| Пушкарук Володимир Сергійович            | старшина резерву                             | «Донбас»              | 23 серпня 2014  | |
| Ревуцький Артем Михайлович               | сержант                                      | 93 ОМБр               | 29 серпня 2014  | |
| Ровенський Дмитро Олександрович          | сержант                                      | 93 ОМБр               | 29 серпня 2014  | |
| Романенко Олександр Трохимович «Скіф»    | солдат                                       | «Донбас»              | 19 серпня 2014  | |
| Романов Федір Анатолійович               | старший солдат                               | 93 ОМБр               | 29 серпня 2014  | Під час виходу неподалік Новокатеринівки колона була обстріляна, Федір з побратимом Степаном Уссом були поранені вибухом. Загинув, підірвавши себе гранатою коли російські війська їх оточили. |
| Романцов Ігор Сергійович                 | майор                                        | 92 ОМБр               | 28 серпня 2014  | |
| Русін Андрій Миколайович                 | солдат                                       | «Кривбас»             | 29 серпня 2014  | Загинув у районі Новокатеринівки при виході з оточення. |
| Рябов Руслан Костянтинович               | солдат                                       | «Донбас»              | 29 серпня 2014  | |
| Ряженцев Сергій Геннадійович             | молодший сержант                             | «Дніпро-2»            | 24 серпня 2014  | |
| Савченко Василь Іванович                 | солдат                                       | «Дніпро-1»            | 26 серпня 2014  | |
| Савченко Роман Михайлович                | сержант                                      | 93 ОМБр               | 29 серпня 2014  | |
| Савчук Андрій Вікторович                 | солдат                                       | «Дніпро-1»            | 31 серпня 2014  | |
| Сагайдак Юрій Михайлович                 | сержант                                      | 93 ОМБр               | 24 серпня 2014  | |
| Саксін Андрій Михайлович                 | солдат                                       | 51 ОМБр               | 29 серпня 2014  | |
| Салівончик Руслан Сергійович             | капітан                                      | «Херсон»              | 29 серпня 2014  | |
| Самосадов Олександр Сергійович           | солдат                                       | «Дніпро-2»            | 29 серпня 2014  | |
| Сацюк Олександр Миколайович              | рядовий                                      | «Світязь»             | 29 серпня 2014  | |
| Світличний Олександр Григорович          | капітан                                      | ОК «Південь»          | 29 серпня 2014  | У районі Новокатеринівки в «УАЗ», в якому їхав Олександр, влучив снаряд. |
| Севостьянчик Дмитро Олександрович        | лейтенант                                    | 55 ОАБр               | 29 серпня 2014  | |
| Семеніщенков Олександр Анатолійович      | солдат                                       | «Кривбас»             | 29 серпня 2014  | |
| Сергєєв Олексій Віталійович              | старший солдат                               | 93 ОМБр               | 29 серпня 2014  | |
| Сивий Олександр Анатолійович             | рядовий медслужби                            | «Світязь»             | 29 серпня 2014  | |
| Сидоренко Сергій Іванович                | старший сержант                              | 93 ОМБр               | 31 серпня 2014  | При виході з оточення під Іловайськом 29 серпня потрапив у полон. У полоні намагався врятувати від розстрілу зовсім молодого бійця — за це був застрелений з автомата російським бойовиком. |
| Сінько Ярослав Олегович                  | солдат                                       | 93 ОМБр               | 29 серпня 2014  | |
| Снітко Андрій Володимирович              | солдат                                       | «Азов»                | 20 серпня 2014  | |
| Слободянюк Роман Олександрович           | старший солдат                               | 3 ОП СпП              | 29 серпня 2014  | |
| Сокуренко Роман Олександрович «Сокіл»    | гранатометник, чота «Автоботів»              | «Азов»                | 23 вересня 2014 | 10 серпня 2014 року отримав тяжке поранення в живіт калібру 5,45, рятуючи поранених снайперами побратимів Андрія Дрьоміна і Миколу Березового. Помер 23 вересня 2014 року у німецькому військовому шпиталі Бундесверу в місті Ульм, внаслідок ускладнень від поранення під Іловайськом |
| Соловйов Роман Юрійович                  | старший солдат                               | 93 ОМБр               | 29 серпня 2014  | |
| Солодовник Євген Олегович                | солдат, механік-водій                        | 121 ОБрЗ              | 29 серпня 2014  | БТР зв'язку «Кушетка-Б» К1Ш1 (бортовий номер 004) їхав перед «УАЗом» полковника Кифоренка. Біля хутора Горбатенко, неподалік Старобешевого, БТР підбили зі «Шмеля» російські десантники з відстані 30 метрів. Весь екіпаж згорів заживо. |
| Сороковий Олександр Анатолійович         | солдат                                       | 42 БТрО               | 27 серпня 2014  | |
| Співачук Олександр Володимирович         | майор                                        | «Миротворець»         | 28 серпня 2014  | Упізнаний за аналізами ДНК в січні 2015-го. |
| Столярчук Мирослав Станіславович «Мирон» | солдат                                       | «Світязь»             | 29 серпня 2014  | Був похований під чужим іменем на Вінниччині, після довгих експертиз рідні відшукали його та повернули для поховання на рідній землі, в Луцьку. |
| Сторчеус Руслан Олександрович            | лейтенант                                    | «Херсон»              | 25 серпня 2014  | |
| Стрюков Владислав Геннадійович           | солдат                                       | «Донбас»              | 29 серпня 2014  | |
| Сухенко Максим Володимирович             | молодший сержант                             | «Миротворець»         | 29 серпня 2014  | |
| Сухомлин Дмитро Олександрович            | солдат                                       | 93 ОМБр               | 29 серпня 2014  | |
| Тафійчук Сергій Володимирович            | старшина                                     | «Дніпро-1»            | 18 серпня 2014  | |
| Тарасюк Олексій Васильович               | старший солдат                               | 51 ОМБр               | 29 серпня 2014  | |
| Тимощук Кирило Володимирович             | сержант                                      | 93 ОМБр               | 29 серпня 2014  | |
| Тімошенков Дмитро Сергійович             | солдат                                       | «Донбас»              | 29 серпня 2014  | |
| Ткачук Сергій Андрійович                 | солдат                                       | 93 ОМБр               | 29 серпня 2014  | |
| Ткаченко Ігор Юрійович                   | солдат                                       | 93 ОМБр               | 29 серпня 2014  | |
| Толкачов Віталій Михайлович              | молодший сержант                             | «Кривбас»             | 29 серпня 2014  | Загинув при виході в районі Новокатеринівки. |
| Томілович Денис Григорович               | молодший сержант                             | «Дніпро-1»            | 11 серпня 2014  | |
| Трофімов Олексій Володимирович           | солдат, старший стрілець                     | 17 ОТБр               | 29 серпня 2014  | Загинув при виході з Іловайська у «зеленому коридорі» в районі Новокатеринівки. Тіло впізнане за ДНК в січні 2015. |
| Троценко Ігор Анатолійович               | молодший сержант медслужби                   | 93 ОМБр               | 29 серпня 2014  | |
| Троценко Максим Миколайович              | солдат                                       | «Кривбас»             | 29 серпня 2014  | Загинув при виході в районі Новокатеринівки, де їдучи на броні його зірвало вибухом і кинуло під колеса бронетранспортера. |
| Ульяницький Олег Миколайович             | солдат                                       | «Донбас»              | 29 серпня 2014  | |
| Усс Степан Миколайович                   | старшина                                     | 93 ОМБр               | 29 серпня 2014  | |
| Уткін Олександр Анатолійович             | старшина резерву                             | «Донбас»              | 20 серпня 2014  | |
| Ушаков Павло Геннадійович                | старший солдат                               | 93 ОМБр               | 29 серпня 2014  | |
| Халус Руслан Петрович                    | капітан                                      | «Миротворець»         | 29 серпня 2014  | |
| Харченко Євген Борисович                 | солдат                                       | «Донбас»              | 29 серпня 2014  | |
| Харченко Максим Борисович                | солдат                                       | 42 БТрО               | 28 серпня 2014  | |
| Харченко Роман Олегович                  | сержант                                      | «Дніпро-1»            | 18 серпня 2014  | |
| Хіньов Ігор Павлович                     | старший солдат                               | 28 ОМБр               | 21 серпня 2014  | |
| Ходак Віктор Григорович                  | солдат                                       | 93 ОМБр               | 29 серпня 2014  | |
| Хомчук Олег Васильович                   | старший солдат, гранатометник                | 93 ОМБр               | 29 серпня 2014  | Загинув при виході з Іловайська у «зеленому коридорі» на перехресті доріг з с. Побєда до с. Новокатеринівка. |
| Хорольський Антон Петрович               | рядовий                                      | «Дніпро-1»            | 26 серпня 2014  | |
| Цедік Антон Ігорович                     | сержант                                      | «Донбас»              | 29 серпня 2014  | |
| Цибенко Віктор Миколайович               | солдат                                       | 93 ОМБр               | 28 серпня 2014  | Загинув при виході з Іловайська у «зеленому коридорі» на перехресті доріг з с. Побєда до с. Новокатеринівка поруч зі ставком. |
| Цуркан Дмитро Володимирович              | майор                                        | «Миротворець»         | 29 серпня 2014  | |
| Чернов Олександр Олександрович           | старший солдат                               | 93 ОМБр               | 29 серпня 2014  | |
| Чижов Юрій Миколайович                   | солдат                                       | 42 БТрО               | 29 серпня 2014  | |
| Чолокян Артур Ашотович                   | солдат                                       | «Донбас»              | 29 серпня 2014  | |
| Чорний Сергій Миколайович                | сержант                                      | 92 ОМБр               | 28 серпня 2014  | |
| Шахник Євген Юрійович                    | старший лейтенант                            | 93 ОМБр               | 29 серпня 2014  | |
| Швець Михайло Олександрович              | солдат                                       | 93 ОМБр               | 29 серпня 2014  | |
| Шевченко Володимир Олексійович           | молодший сержант                             | «Дніпро-2»            | 24 серпня 2014  | |
| Шевчук Сергій Іванович                   | капітан                                      | 93 ОМБр               | 29 серпня 2014  | |
| Шилік Анатолій Вікторович                | капітан                                      | 51 ОМБр               | 25 серпня 2014  | |
| Шиян Андрій Вікторович                   | старшина                                     | «Кривбас»             | 29 серпня 2014  | |
| Шкарівський Сергій Олександрович «Шульц» | капітан резерву                              | «Донбас»              | 19 серпня 2014  | Загинув від кулі снайпера 19 серпня в боях за звільнення Іловайська. Перша куля потрапила під бронежилет, друга стала смертельною — в шию. |
| Шмалій Валерій Олександрович             | солдат                                       | «Дніпро-2»            | 24 серпня 2014  | |
| Шолуха Віктор Григорович                 | сержант                                      | «Світязь»             | 29 серпня 2014  | |
| Шумейко Микола Миколайович               | солдат                                       | 93 ОМБр               | 29 серпня 2014  | Загинув у південній колоні, що потрапила під обстріл під час відходу з села Червоносільське в напрямку села Новокатеринівка. |
| Юрковець Ігор Володимирович              | молодший сержант, начальник радіостанції     | 121 ОБрЗ              | 29 серпня 2014  | БТР зв'язку «Кушетка-Б» К1Ш1 (бортовий номер 004) їхав перед «УАЗом» полковника Кифоренка. Біля хутора Горбатенко, неподалік Старобешевого, БТР підбили зі «Шмеля» російські десантники з відстані 30 метрів. Весь екіпаж згорів заживо. |
| Яковець Роман Михайлович                 | солдат                                       | 93 ОМБр               | 29 серпня 2014  | |
| Яковлев Олег Миколайович                 | сержант                                      | 93 ОМБр               | 29 серпня 2014  | Загинув під час виходу неподалік Новокатеринівки. |
| Яровий Володимир Валентинович            | молодший сержант                             | «Дніпро-2»            | 24 серпня 2014  | |
| Ярмолюк Олександр Петрович               | сержант                                      | 51 ОМБр               | 29 серпня 2014  | |
| Ясногор Сергій Володимирович             | сержант                                      | 93 ОМБр               | 29 серпня 2014  | |
| Карпенко Геннадій Григорович             | Солдат                                       | «Кривбас»             | 29 серпня 2014  | |
| Мельничук Євген Анатолійович             | Солдат                                       | 42 БТрО               | 28 серпня 2014  | |
| Татомир Володимир Степанович             | Молодший сержант                             | 42 БТрО               | 28 серпня 2014  | |
| Наумов Вадим Олександрович               | Солдат                                       | 1 БрОП НГУ            | 1 вересня 2014  | |
| Лифар Анатолій Петрович                  | Солдат                                       | 42 БТрО               | 28 серпня 2014  | |
| Розуменко Артем Олександрович            | Солдат                                       | 17 ОТБр               | 29 серпня 2014  | |
| Графа Олександр Іванович                 | Старший лейтенант                            | 93 ОМБр               | 29 серпня 2014  | |
| Ус Артем Володимирович                   | Старший солдат                               | 1 БрОП НГУ            | 29 серпня 2014  | |
| Голяновський Руслан Вікторович           | Солдат                                       | 51 ОМБр               | 24 серпня 2014  | |
| Мельник Валерій Ігорович                 | Старший солдат                               | «Кривбас»             | 29 серпня 2014  | |
| Пацино Дмитро Вікторович                 | Молодший сержант                             | «Івано-Франківськ»    | 29 серпня 2014  | |
| Перепічка Олег Григорович                | Сержант                                      | «Івано-Франківськ»    | 29 серпня 2014  | |
| Грицик Роман Васильович                  | Молодший сержант                             | «Івано-Франківськ»    | 29 серпня 2014  | |
| Мочалов Олександр Ігорович               | Солдат                                       | «Донбас»              | 29 серпня 2014  | |
| Палій Олександр Володимирович            | Молодший сержант                             | «Кривбас»             | 10 серпня 2014  | |
| Коваленко Олег Миколайович               | Солдат                                       | «Кривбас»             | 29 серпня 2014  | |
| Ільїн Віталій В'ячеславович              | Сержант                                      | 93 ОМБр               | 29 серпня 2014  | |
| Тітенко Володимир Олегович               | Солдат                                       | «Кривбас»             | 29 серпня 2014  | |
| Тарасюк Богдан Володимирович             | Солдат                                       | 51 ОМБр               | 29 серпня 2014  | |
| Тарасюк Олег Андрійович                  | Солдат                                       | ДУК                   | 10 серпня 2014  | |
| Придатко Дмитро Миколайович              | Сержант                                      | 3 ОП СпП              | 29 серпня 2014  | |
| Колдунов Єгор Олександрович              | Солдат                                       | «Дніпро-1»            | 29 серпня 2014  | |
| Погорєлов Михайло Анатолійович           | Молодший сержант                             | «Івано-Франківськ»    | 29 серпня 2014  | |
| Буравчиков Олексій Юрійович              | Старший сержант                              | «Донбас»              | 29 серпня 2014  | |
| Балакшей Микола Миколайович              | Молодший лейтенант                           | «Донбас»              | 29 серпня 2014  | |
| Шевчук Андрій Сергійович                 | Солдат                                       | «Донбас»              | 29 серпня 2014  | |
| Зінченко Олексій Володимирович           | Капітан 1 рангу                              | 73 МЦСО               | 16 серпня 2014  | |
| Красов Дмитро Володимирович              | Матрос                                       | 73 МЦСО               | 13 серпня 2014  | |
| Корнафель Євген Вадимович                | Матрос                                       | 73 МЦСО               | 16 серпня 2014  | |
| Усенко Володимир Всеволодович            | Солдат                                       | 92 ОМБр               | 28 серпня 2014  | |
| Вільковський Володимир Вікторович        | Старший солдат                               | 93 ОМБр               | 29 серпня 2014  | |
| Вовненко Богдан Володимирович            | Солдат                                       | «Донбас»              | 29 серпня 2014  | |
| Русак Олександр Олегович                 | Солдат                                       | «Азов»                | 23 серпня 2014  | Увечері 23 серпня 2014-го одна з розвідувальних груп «Азова», діючи в околицях Іловайська, потрапила у засідку та була обстріляна з гранатомета. Олександр Русак загинув, зазнали поранень «Безумний», «Гюрза» та «Золотий». Незважаючи на втрати, бійці «Азову» у бою повністю ліквідували терористів. |
| Глуходід Олександр Вікторович            | Солдат                                       | «Донбас»              | 30 серпня 2014  | Забезпечував відхід підрозділу, зазнав важкого поранення, випав з машини. Дещо пізніше його підібрали побратими та перенесли до Червоносільського; надвечір 30 серпня помер від поранень. |
| Ляшко Андрій Андрійович                  | Солдат                                       | «Донбас»              | 29 серпня 2014  | На під'їзді до села Червоносільське загинув, коли переміщався із вантажівки, якою їхав — куля потрапила в серце. Військовики були обстріляні російськими військовими. «Нацик» віддав команду відділенню покинути машину та бігти в укриття, сам побіг попереду бійців. |
| Романов Іван Валентинович                | Солдат                                       | «Азов»                | 10 серпня 2014  | |
| Федчишин Анатолій Миколайович            | Солдат                                       | ДУК                   | 10 серпня 2014  | |